# الأهداف والنتائج الأساسية
الأهداف والنتائج الأساسية (تعرف اختصارًا OKRs) هي إطار عمل لتحديد الأهداف [الإنجليزية] يستخدمه الأفراد والفرق والمؤسسات لتحديد أهدافٍ قابلة للقياس ومتابعة نتائجها. يُنسب تطوير هذا الإطار عمومًا إلى أندرو غروف، الذي قدّم هذا النهج لشركة إنتل في سبعينيات القرن الماضي، ووثّق الإطار في كتابه الصادر عام 1983 بعنوان «إدارة المخرجات العالية» (بالإنجليزية: High Output Management)‏.